# Amphilophus citrinellus
Amphilophus citrinellus è un grande pesce appartenente alla famiglia Cichlidae

## Distribuzione e habitat
Questa specie è endemica dell'America Centrale, diffusa nel bacino idrografico del fiume San Juan tra Costa Rica e Nicaragua. 

## Descrizione

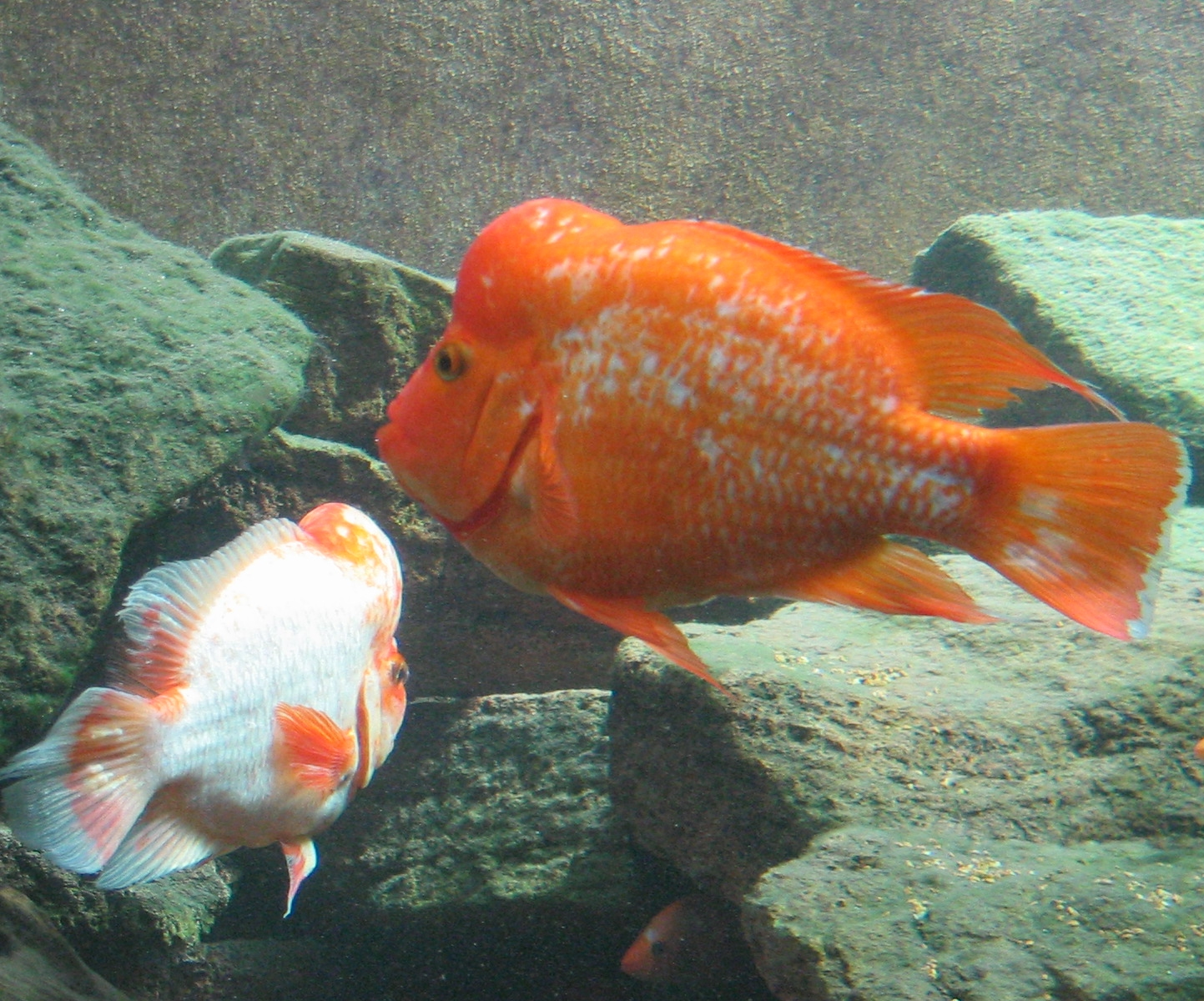

La maggior parte degli individui presenta una colorazione mimetica, grigia, nera o marrone, ma una piccola percentuale di individui (il 10 % circa) subisce una metamorfosi di livrea che lo porta ad assumere colori ben più vivaci (rosa, giallo, bianco, arancione).
Raggiunge una lunghezza massima di 24,5 cm.

## Alimentazione
Ha dieta onnivora: si nutre prevalentemente di piante acquatiche, molluschi (lumache), piccoli pesci, crostacei e insetti. 

## Acquariofilia
A. citrinellus è allevato e commercializzato in acquariofilia, spesso con il nome Midas cichlid.